# Idus

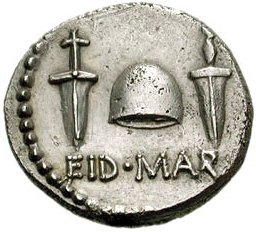
Denarius med en pileus och två dolkar. Inskriptionen EID MAR är en förkortning av Eidibus Martiis, "på idus av mars".

Idus (latinets iduare, "att dela") är namnet på månadens mittdag. På grund av att den romerska kalendern gick helt efter månens cykler inföll idus på den 15:e i mars, maj, juli och oktober, men på den 13:e i övriga månader.   
Julius Caesar mördades på idus martiae, det vill säga den 15 mars. Caesar mötte spåmannen som förutspått att han skulle dö den 15 mars, och sade till honom "idus av mars har kommit", och fick svaret "men inte gått". Mötet har dramatiserats i William Shakespeares pjäs Julius Caesar, där spåmannen säger till Caesar "akta dig för idus av mars" ("Beware the Ides of March").
Idus är femininum nominativ plural och heter iduum i genitiv plural.

### Webbkällor
- ”Ides, Roman chronology”. Encyclopædia Britannica. https://www.britannica.com/topic/Ides. Läst 15 mars 2024.
- Ostberg, René. ”Ides of March, Roman history”. Encyclopædia Britannica. https://www.britannica.com/topic/Ides-of-March. Läst 15 mars 2024.